# 8. årtusinde f.Kr.
Årtusinder: 9. årtusinde f.Kr. – 8. årtusinde f.Kr. – 7. årtusinde f.Kr.

## Begivenheder
- Ca. 8000 f.Kr.–Gletsjer danner stenformation i nutids New Hampshire – kendt som "Old Man of the Mountain."
- Ca. år 8000 f.Kr. Opstår det første landbrugssamfund ved Jericho.
- Ca. 8000 f.Kr.–Beboelse ved Nevali Cori i nutids Tyrkiet.
- Ca. 8000 f.Kr.–Beboelse ved Sagalassos i nutids SV Tyrkiet.
- Ca. 8000 f.Kr.–Beboelse ved Akure i nutids SV Tyrkiet.
- Ca. 8000 f.Kr.–Beboelse ved Øvre Eiker og Nedre Eiker i nutids Buskerud, Norge.
- Ca. 8000 f.Kr.–Beboelse ved Ærø.
- Ca. 8000 f.Kr.–Beboelse ved Deepcar nær nutids Sheffield, England.
- Ca. 7640 f.Kr.–Mulig sammenstød mellem Tollmann's hypotetiske ildkugle med jorden.
- Ca. 7500 f.Kr.–Beboelse ved Sand, Applecross på kysten ved Wester Ross, Skotland bygges.
- Ca. 7500 f.Kr.–Çatalhöyük, en stor Yngre stenalder og kobberalder beboelse i det sydlige Anatolien grundlægges. Omkring 7550 f.Kr. har vulkanen Hasan et udbrud. Denne vulkan ligger også i Anatolien.
- Ca. 7500 f.Kr.–Ko-perioden i Sahara begynder.
- 7220 f.Kr. – Vulkanudbrud af Mount Edgecumbe, Alaska.
- 7000 f.Kr.–tidligst mulige Punjab-kultur.

## Opdagelser, opfindelser
- kobberalder perioden.
- Kartofler og bønner kultiveres i Sydamerika.
- Startende riskultivering i østasien.
- Domestication af katten og Bos aegyptiacus oksen i Egypten.
- Domestication af får i sydvestasien